# 小行星5308
小行星5308（英語：5308 Hutchison）是一颗围绕太阳公转的小行星。1981年2月28日，舒爾特·巴斯在赛丁泉山发现了此天体。
这颗小行星的绝对星等为98.95492等。